# 楚隆
楚隆（?—?），春秋末期晋国人，赵襄子的家臣。
前475年十一月，越国军队包围了吴国。这时赵襄子正在为父亲赵简子居丧，听说这个消息，他的饮食比居丧时还要降等。楚隆问：“三年之丧，是表示亲情之极点，现在又降等，怕另有缘故？”赵襄子说：“黄池之会，先主和吴王有过盟誓：‘好恶同之。’现在越国包围吴国，我作为嗣子不想废弃前誓而要助吴，但晋国国力不及，我只能用饮食降等来致意。”楚隆请求出使吴国，让吴王夫差知道。赵襄子同意了。
楚隆先到越军处，说：“吴国冒犯上国已经多次，听说越君亲自讨伐，中原诸夏之人莫不欣喜，惟恐越君的意愿不能实现，请让我去看一下吴国的情况。”越王勾践答应。楚隆见到夫差，对他说：“寡君（晋定公）的正卿赵无恤派陪臣楚隆前来，谨为他前来致歉。黄池之会，君之先臣志父得以参加盟会，盟誓说‘好恶同之’。现在吴君处在危难，无恤不敢怕辛劳，但晋国国力不及，谨派我向吴君陈告。”夫差稽首说：“寡人无才，不能事奉越国，让赵大夫忧虑，恭谨拜谢。”给楚隆一小盒珍珠，让他送给赵襄子，说：“勾践要让我活不好了，我怕是要不得好死。”又说：“快淹死的人必定强作欢笑，我问你，史黯为何能成为君子？”楚隆回答：“史黯为官没有人讨厌，不当官没有人诽谤。”夫差表示同意他的说法。史黯曾经在前510年说：“不到四十年，越国要占有吴国吧。越国得到岁星的照临，而吴国进攻，必受岁星降下的灾祸。”杜预认为夫差这是对史黯预言的表示。